# Modest Słoniowski

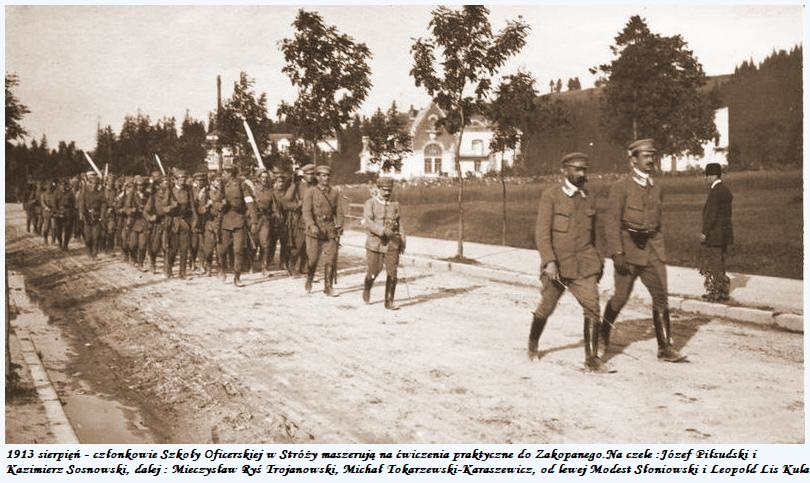
1913 sierpień - Członkowie Szkoły Oficerskiej w Stróży maszerują do Zakopanego na ćwiczenia praktyczne.

Modest Longin Słoniowski ps. „Słoń” (ur. 5 czerwca 1888 w Demyczach, zm. 12 listopada 1939 w Radogoszczu) – polski adwokat i notariusz, major audytor Wojska Polskiego.

## Życiorys

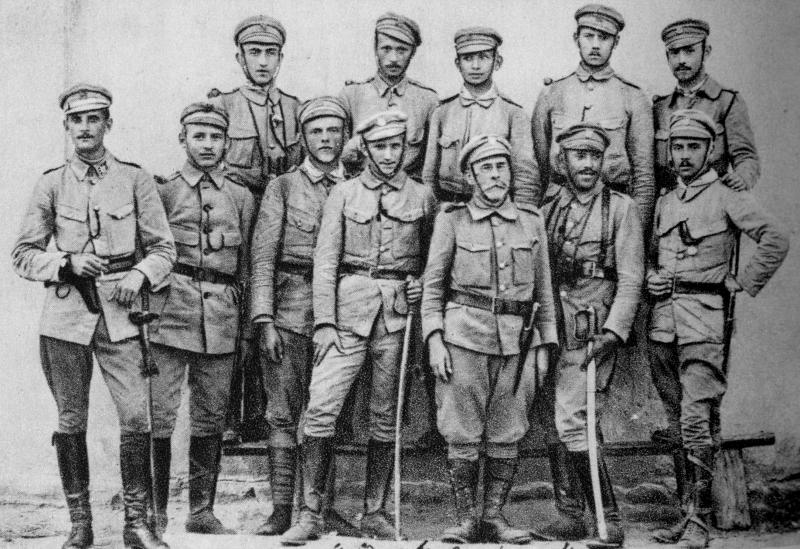
II pluton Pierwszej Kompanii Kadrowej w Krakowie. 1 rząd, 1. od lewej: Modest Słoniowski, ps. „Słoń”.

Modest Longin Słoniowski urodził się 5 czerwca 1888 w Demyczach, w powiecie śniatyńskim ówczesnego Królestwa Galicji i Lodomerii jako najmłodszy syn w rodzinie Jakuba i Julii z Teodorowiczów. Maturę zdał we wrześniu 1909 w Złoczowie. Ukończył prawo na Uniwersytecie Franciszkańskim we Lwowie. 23 lipca 1917 i 27 kwietnia 1918 na Uniwersytecie Jagiellońskim w Krakowie zdał egzamin sądowy i polityczny do doktoratu (2 rygoroza – rigorosum – sądowy i polityczny), (Archiwum UJ sygn.: KREP 31,37 i WP II 527)
Był członkiem VIII Polskiej Drużyny Strzeleckiej we Lwowie. 10 grudnia 1912 awansował na podchorążego PDS. 8 sierpnia 1914 w Miechowie objął dowództwo I plutonu Pierwszej Kompanii Kadrowej. Następnie pełnił służbę w 4 kompanii III batalionu 1 pułku piechoty. 29 września 1914 został awansowany na chorążego. Ciężko ranny pod Brzechowem na początku listopada 1914 wysłany został na leczenie do szpitala związkowego w Meranie we włoskim Tyrolu, a po wyleczeniu przydzielony do batalionu uzupełniającego nr 1 w Radomsku, który opuścił 15 czerwca 1915 roku powracając do swojej jednostki. Ponownie został ranny w bitwie pod Jastkowem (31 lipca – 3 sierpnia 1915). 1 stycznia 1917 mianowany na podporucznika, choć tego stopnia używano wobec niego już znacznie wcześniej. W 1917 po kryzysie przysięgowym, pozostał w Polskim Korpusie Posiłkowym. W listopadzie 1918 brał udział w rozbrajaniu Niemców w Radomsku i Częstochowie, a następnie z uformowanym oddziałem udał się do Przemyśla walcząc w jego obronie. 23 listopada 1918 awansowany został na porucznika, a 1 maja 1920 awansowany jako doktor na kapitana pełniąc służbę w Sądzie Wojskowym Okręgu Generalnego „Łódź”, a jego oddziałem macierzystym był wówczas Oddział VI Sztabu Ministerstwa Spraw Wojskowych. 1 maja 1922 jako kapitan rezerwy posiadał przydział macierzysty do Departamentu IX Ministerstwa Spraw Wojskowych. Później został zweryfikowany w stopniu majora ze starszeństwem z dniem 1 czerwca 1919 w korpusie oficerów rezerwowych sądowych (od 1 stycznia 1937 – korpus oficerów audytorów). W 1934 pozostawał w ewidencji Powiatowej Komendy Uzupełnień Łódź Miasto II. Jak sam podaje w życiorysie z 1933 oraz w „Wykazie Stanu Służby” sporządzonym przez Sąd Okręgowy w Łodzi z 15 lutego 1934 (znajdującym się w Archiwum Ministerstwa Sprawiedliwości), służbę w Wojsku Polskim zakończył na własną prośbę 15 lipca 1921 w stopniu majora.
W październiku 1921 został przyjęty w poczet aplikantów adwokackich Okręgu Sądu Apelacyjnego w Warszawie. Swoją siedzibę miał wówczas przy ulicy Zielonej 39 m 12 w Łodzi. Organizował w Łodzi struktury Związku Oficerów Rezerwy. W marcu 1923 był pierwszym prezesem Związku Oficerów Rezerwy Województwa Łódzkiego. 1 lutego 1925 został adwokatem. 6 sierpnia tegoż roku przeniósł się do większego mieszkania przy ul. Zachodniej 57 m 1, które było również jego siedzibą jako adwokata. 10 maja 1931 został prezesem Koła Łódzkiego Związku Oficerów Rezerwy, a w następnym roku prezesem Okręgowego Związku Oficerów Rezerwy w Łodzi. 5 maja 1933 został wybrany prezesem Zarządu Łódzkiego Oddziału Związku Legionistów Polskich oraz pełni funkcję prezesa Federacji Grodzkiej Polskiego Związku Obrońców Ojczyzny. Nieprzerwanie pełnił w latach 1934–1936 funkcję prezesa Okręgu ZOR, a w 1938 i 1939 funkcję prezesa Koła ZOR w Łodzi. W 1937 przystąpił do Obozu Zjednoczenia Narodowego.
28 grudnia 1933 został mianowany notariuszem, którą to funkcję pełnił do listopada 1939 w kancelarii notarialnej przy ul. Piotrkowskiej 102a w Łodzi, mieszkał natomiast w dużej wilii przy ul. Gdańskiej 98 (róg ul. M. Skłodowskiej-Curie), którą to nabył w drodze licytacji publicznej 3 listopada 1931.
W 1939 był członkiem Komitetu Pożyczki Obrony Przeciwlotniczej w Łodzi z ramienia Federacji Polskich Związków Obrońców Ojczyzny. W sierpniu 1939 brał aktywny udział w kopaniu okopów w parku H. Sienkiewicza w Łodzi wraz z innymi członkami Związku Oficerów Rezerwy w Łodzi.
9 listopada 1939 został aresztowany i osadzony w Niemieckim obozie przejściowym na Radogoszczu (w byłej fabryce włókienniczej i cegielni Michała Glazera przy ul. Liściastej), a kilka dni później 12 listopada zamordowany na poligonie „Brus” w grupie kilkudziesięciu mężczyzn, znanych w Łodzi działaczy społeczno-politycznych, w ramach dużej akcji represyjnej łódzkiego niemieckiego Gestapo pod kryptonimem Intelligenzaktion. Ich mogiłę odnaleziono w 2009. Odnalezione szczątki pochowano uroczyście w specjalnej kwaterze na Cmentarzu Komunalnym „Doły” przy ul. Smutnej w Łodzi.

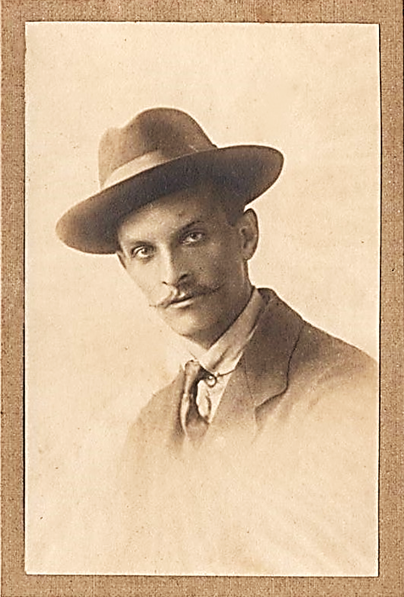
Modest Longin Słoniowski podczas studiów prawniczych we Lwowie w 1913 r. Archiwum Jakuba Słoniowskiego.

Symboliczny grób Słoniowskiego znajduje się na Cmentarzu Powązkowskim w Warszawie (kwatera L-5-11). W tym samym grobie została pochowana jego żona, Janina ze Święcickich Słoniowska (ur. 18 lipca 1894 w Strzałkowie w majątku malarza Henryka Siemiradzkiego dzierżawionego wówczas przez ojca,   zm. 20 kwietnia 1967 w Warszawie).

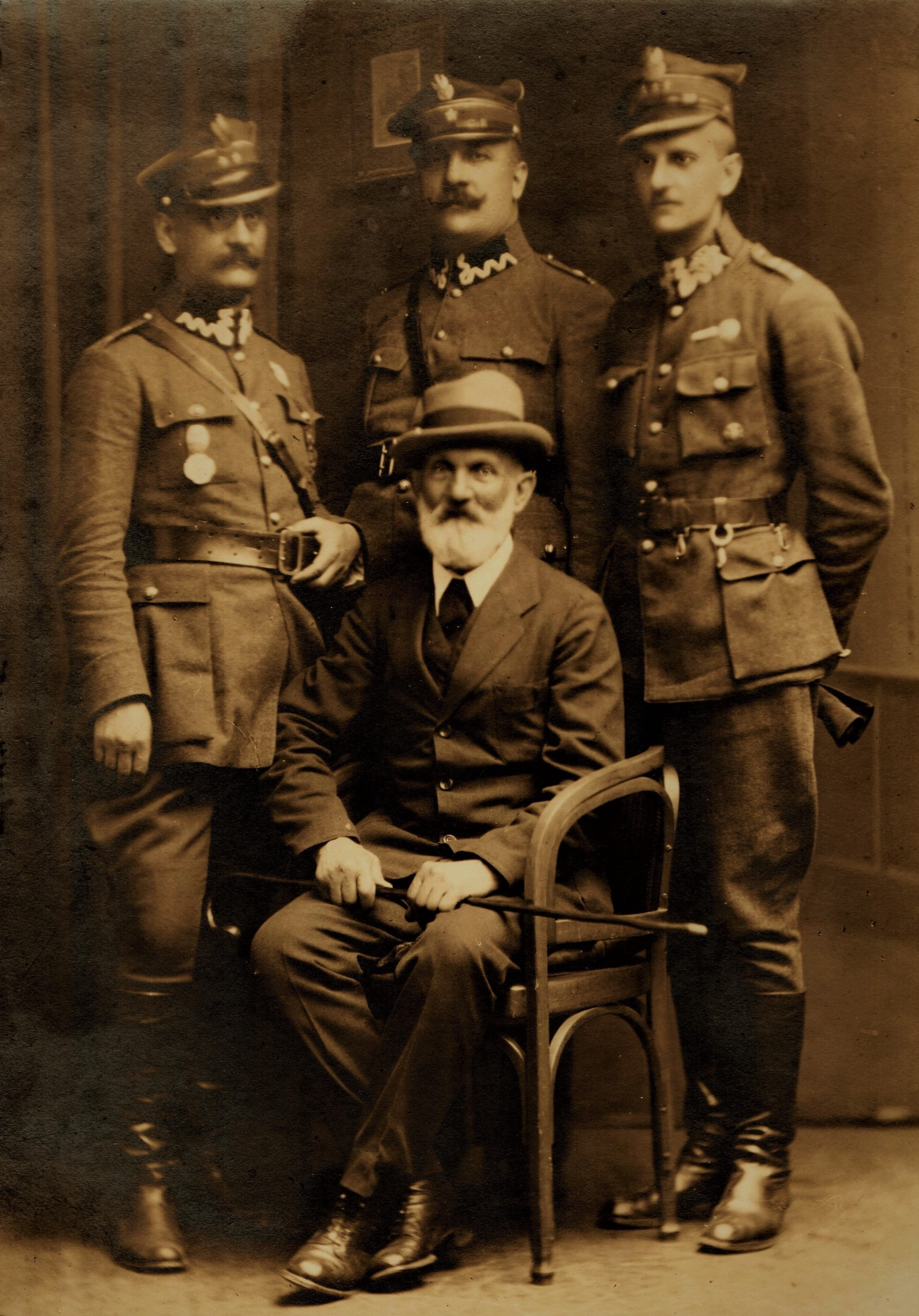
Słoniowscy. Od lewej: Julian Bolesław, Henryk, Longin Modest. Siedzi Jakub Słoniowski, 1921. Archiwum Jakuba Słoniowskiego.

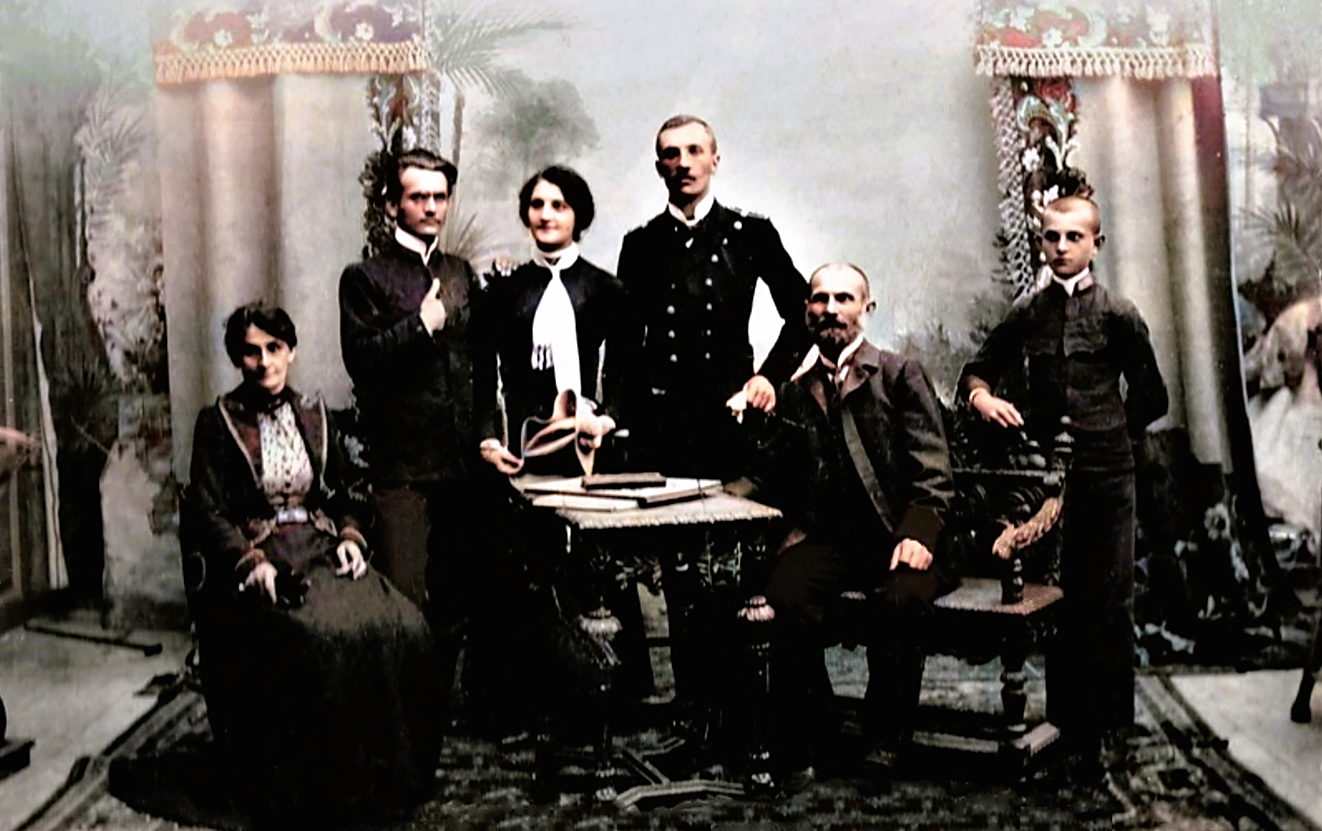
Rodzina Słoniowskich z Demycz. Od lewej: Julia z d. Teodorowicz, Julian Bolesław, Eugenia Wanda, Henryk, Jakub oraz Modest Longin. Zdjęcie wykonane w atelier „Maryla” w 1902 r. w Kołomyi. Archiwum Jakuba Słoniowskiego.

Modest i Janina Słoniowscy mieli dwie córki: Julię i Marię („Rysię”) - malarkę. Modest Słoniowski posiadał również starszych braci :Henryka -  lwowskiego urzędnika kolei, majora WP biorącego udział m.innymi w obronie  Lwowa i "wojnie bolszewickiej. W 1914-1915r w stopniu porucznika brał udział w obronie Twierdzy Przemyśl. Wywieziony do obozu w Carycynie który opuścił w 1917r powracając do Lwowa. Zmarł w 1940r we Lwowie, pochowany w Zabłotowie razem z mamą i siostrą Wandą Eugenią które zmarły w czasie okupacji Zabłotowa przez Rosję w 1914 i 1915r. "Średni" brat Juliana Bolesława, legionista II Brygady, po Rarańczy w 1918r  internowany w obozie Żurawicy pod Przemyślem. W listopadzie 1918r sam zorganizował kampanię którą kierował i obronił placówkę w Brzuchowicach Lwowskich. Członek POW, kapitana WP, wieloletniego nauczyciela w Łodzi gdzie zmarł w 1939r. Pochowany na cmentarzu "Doły" w Łodzi. Żona - Michalina Słoniowska, Lwowianka, nauczycielka matematyki w Łodzi. 

## Ordery i odznaczenia
- Krzyż Niepodległości (20 grudnia 1932)[20]
- Krzyż Walecznych
- Złoty Krzyż Zasługi (10 listopada 1933)[21]
- Znak oficerski „Parasol”
- Odznaka I Brygady „Za wierną służbę”
- Odznaka Honorowa „Orlęta”

## Upamiętnienie
Modest Słoniowski został upamiętniony na wystawie Ludwiki Majewskiej pt. „Zagłada mikrokosmosu. Inteligencja w obozie w Radogoszczu 1939/40”, której wernisaż odbył się 10 października 2024 w Oddziale Martyrologii Radogoszcz Muzeum Tradycji Niepodległościowych w Łodzi.